# 김바위
김바위(Kim Ba-wui, 1955년 4월 8일 ~ )는 전 KBO 리그 MBC 청룡의 내야수, 지명타자이자, 개명 전 이름은 '김용윤'(金容允)이다. 그의 사위는 KBO 리그 롯데 자이언츠의 외야수, 지명타자인 전준우이고, 아들은 전 KBO 리그 kt 위즈의 외야수, 지명타자인 김진곤이다.

## 선수 시절

### MBC 청룡시절
실업 야구 팀 육군 야구단과 농협 야구단을 거쳐 1982년에 MBC 청룡의 창단 멤버로 입단했다.

### 청보 핀토스시절
1985년에 입단하였다.

### 태평양 돌핀스시절
1988년에 입단하였다.

## 야구선수 은퇴 후
1990년에 은퇴한 후에는 오랫동안 야인으로 있다가, 1997년에 쌍방울 레이더스의 스카우트를 시작으로 프런트로 활동 중이다.
2013년까지 SK 와이번스의 원정 기록원으로 일했고, 2014년에 롯데 자이언츠의 수도권 전담 기록원으로 영입됐다.

## 출신 학교
- 배명중학교
- 배명고등학교

## 참조
1. ↑  실업야구4차리그 농협 2연승 선두 김용윤 3점호머 한국화 제쳐 동아일보. 1979년 6월 27일.
2. ↑  김바위-동료 이름과 겹쳐, 이상민-잦은 부상 피하려고 보관됨 2014-02-22 - 웨이백 머신 한국일보, 2008년 12월 22일
3. ↑  쌍방울, 용병 캠프에서 철수 - 연합뉴스
4. ↑  전준우 지원군 만났다…장인 김바위 롯데행 - OSEN